# Avenue Ibsen
Pour les articles homonymes, voir Ibsen (homonymie).
L'avenue Ibsen est une voie du 20e arrondissement de Paris, en France.

## Situation et accès

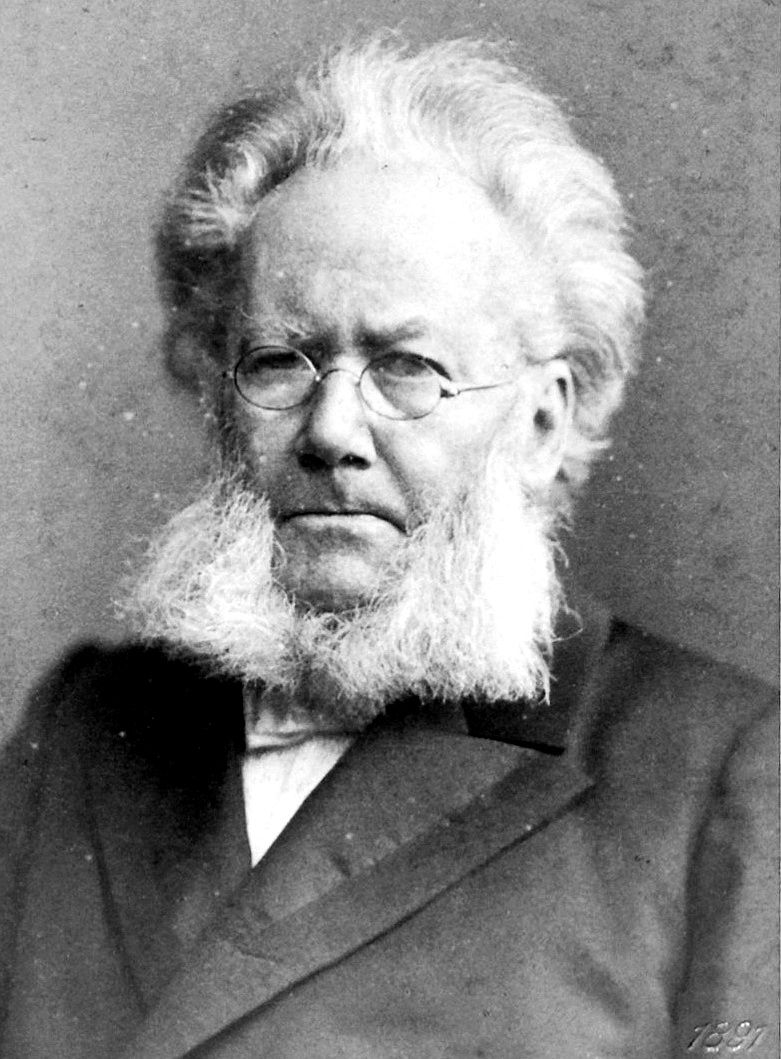
Le dramaturge norvégien Henrik Ibsen.

L'avenue Ibsen est une voie publique située dans le 20e arrondissement de Paris. Elle débute  avenue Cartellier, surplombe l'échangeur de la porte de Bagnolet, et se termine avenue Gambetta à Bagnolet.

## Origine du nom
Cette rue a été baptisée du nom de Henrik Ibsen (1828-1906), dramaturge norvégien.

## Historique
Cette avenue constituait initialement une partie du « chemin de grande communication no 20 bis »,  également appelée « avenue Gambetta », et était située autrefois sur le territoire de la commune de Bagnolet avant d'être annexée à Paris par décret du 27 juillet 1930 et de prendre sa dénomination actuelle par un arrêté du 8 janvier 1932.
Elle fut élargie, en 1969, lors de la création du boulevard périphérique de Paris.